# TAK (codec de audio)
TAK (Tom's lossless Audio Kompressor) o Kompresor de Audio sin pérdida de Tom, es un compresor de audio que promete ratios de compresión similares a los alcanzados por Monkey's Audio en modo "High" y una velocidad de descompresión similar a la alcanzada por FLAC. El codec, también soporta streaming (cada dos segundos se introducen las cabeceras necesarias para el proceso de descompresión del audio), tolerancia a errores (un error de un único bit nunca afectará a más de 250 ms de audio) y detección de los mismos mediante checksums en los streams de audio comprimido. A pesar de que el formato básico está listo y es completamente usable, muchas características, como el soporte de etiquetas integrado, o el soporte para la reproducción por parte de otros reproductores está pendiente de implementación.
La implementación de referencia son dos aplicaciones para Windows – una en modo comando, y la otra con interfaz gráfica – escritas en Pascal con optimizaciones en ensamblador.

## Características

### A favor
- Alta velocidad de compresión (además de proporcionar una mejor compresión frente a otros formatos, TAK comprime tan rápido como FLAC con el modificador "-8" en el modo "Extra" y varias veces más rápido en el modo "Turbo")
- Alta velocidad de descompresión (similar a la proporcionada por FLAC / WavPack)
- Buenos niveles de compresión (similar al obtenido con el modo "High" de Monkey's Audio
- Robusto ante errores
- Búsqueda rápida

### En contra
- No están disponibles los fuentes (por ahora)
- Sin soporte por hardware. Dado que es un codec asimétrico con una descompresión muy rápida es un excelente candidato a la descompresión por hardware.
- Soporte muy limitado en cuanto a lo que reproductores se refiere (por el momento solamente existen plugins para Winamp, Quintessential Media Player, y foobar2000)
- Solo para Windows

### Características futuras
- Etiquetado integrado
- Soporte de Unicode
- Soporte de tuberías
- Checksums en MD5 para la verificación e identificación de audio
- Versión en alemán
- CUE sheets integradas (actualmente soportadas por el plugin foobar2000)
- Portadas incrustadas
- Audio multicanal

## Programas que soportan TAK
- TAK SDK – Kit de Desarrollo de Software para TAK
- Winamp/XMPlay Plugin
- foo_input_tak, decodificador de TAK para foobar2000
- TAK plugin para el Quintessential Media Player
- Mp3tag (desde la versión 2.38), etiquetador gratuito con múltiples características y multiformato
- Las implementaciones de referencia de TAK funcionan en Linux via Wine[1]

## Configuración recomendada
El parámetro "Insane" junto con el uso del modificador "Maximum" proporcionan la máxima compresión (takc -e -p5m [fichero de entrada]); se puede alcanzar una mayor velocidad de compresión si se utiliza el modo "Turbo" (takc -e -0 [fichero de entrada]).

Se debe utilizar APEv2 como formato de etiquetado (será el formato utilizado cuando se integre el soporte de etiquetado).